# Miloslav Pluháček
Miloslav Pluháček (* 11. května 1953 Moravská Třebová) je český sochař, malíř a grafik.

## Životopis
Po studiu figurální malby a sochařství, při svém vstupu do světa umění, si Miloslav Pluháček zvolil dráhu solitéra a samotáře. Nikdy nešel s žádným dobovým proudem, nikdy se nestal členem žádného uměleckého uskupení. Je člověkem, jehož umělecká cesta vesměs vedla jinam, než kam směřovali ostatní.

## Dílo
V počátcích své tvorby zobrazoval expresivním stylem postavy z periferie měst a života. Na přelomu let 1980/81 zničil celé své výtvarné dílo, a o šest let později, v dalším autodafé, spálil korespondenci, deníky a fotografie. Na přelomu sedmdesátých a osmdesátých let 20. století opustil Miloslav Pluháček figurální zobrazování a v minimalistickém pojetí, na hraně abstrakce, výtvarně analyzoval přírodní jevy (déšť, vítr, stíny apod.).
V první polovině let devadesátých se opět jeho umělecká tvorba zlomově změnila. Po téměř dvaceti letech se obloukem vrátil ke svým začátkům, figuře a příběhu, který dosud důsledně odmítal. Zvolil si zdánlivě anachronickou techniku malby připomínající šerosvit a námětově vstoupil na ošidnou půdu biblických témat. Do tradicionalistické religiozity vnesl moderní dobu a změnil středověkou modlitebnost v jedenadvacáté století. Ze staletých světic učinil moderní ženy, do relikviářů umístil fragmenty dneška, dokázal, že kříž není symbolem minulosti a podoba monstrance může být naprosto nečekaná. Mnohé obrazy, sochy a prostorové artefakty obsahují, čeho se v sakrálním umění nikdo před ním neodvážil – humor. Lze postřehnout úsměv, soucitné pousmání, smích, ovšem i sarkastický pošklebek králova šaška. Jistým vybočením se může jevit unikátní soubor dvaadvaceti portrétních aktů evropské aristokracie. Rozměrná plátna jsou ukázkou manetovské ironie, ale i tyto obrazy zapadají do kontextu a linie Pluháčkova díla.
Stejně jako malba i sochařská práce Miloslava Pluháčka prošla fází počáteční expresivní figurace. Posléze, přes tvorbu z přírodních prvků pomíjivé trvanlivosti a v minimalistickém výrazu, dospěl umělec v plastikách k naprosté volnosti. Na straně jedné je jeho výtvarný slovník jednoduchý, vyselektovaný na elementární formy, na straně druhé je barokně rozmáchlý a vybalancovaný do rokokové zdobnosti.
Ojedinělým je projekt, kdy kříž nepojal Miloslav Pluháček jako symbol křesťanství, nýbrž vyjádření utrpení jako takového. Některé z křížových artefaktů lze spatřit v katolickém chrámu, jiný v koncentračním táboře, na papežské insignii, nebo v leprosáriu.
Na svých plátnech i plastikách stírá rozdíl mezi plochou a prostorem. Je soustředěný na podstatu, proto v obrazech většinou neguje kulisu pozadí a skrývá ji do temnoty. Společné pro celé umělcovo dílo je především sofistikovanost, invence, ironie, výsměch jak hlouposti a maloměšťáctví, tak intelektuálskému narcismu. Je jízlivým glosátorem s felliniovským nadhledem, odkazuje k dějinám, historii a literatuře, inspirací je mu zejména Bible. Tvorba Miloslava Pluháčka je přes obsažené prvky humoru a jisté hravosti kritická, na ostří nože, a nezřídka je vnímána i jako skandální.
Miloslav Pluháček byl po celý svůj dosavadní život obrácený do sebe a až patologicky lhostejný k prezentaci své i svého díla. Navzdory kontroverznosti jeho umění jsou umělcovy práce zastoupeny ve významných soukromých sbírkách a galeriích.